# Hulunbuir
Cette page contient des caractères spéciaux ou non latins. S’ils s’affichent mal (▯, ?, etc.), consultez la page d’aide Unicode.
Hulunbuir (mongol bichig : ᠬᠥᠯᠥᠨ
ᠪᠤᠶᠢᠷ
ᠬᠣᠲᠠ, Translittération VPMC : Hölün buyir qota, mongol cyrillique : Хөлүн Буйир хот, translittération de Mongolie (extérieure) : khölün buiir khot ; chinois simplifié : 呼伦贝尔 ; chinois traditionnel : 呼倫貝爾 ; pinyin : hūlúnbèi'ěr) est une ville-préfecture du nord-est de la région autonome de Mongolie-Intérieure en Chine.
Son nom vient des lacs Hulun, situés sur son territoire, et Buir, chevauchant la frontière entre son territoire et celui de l'aïmag de Dornod, en Mongolie.

## Caractéristiques

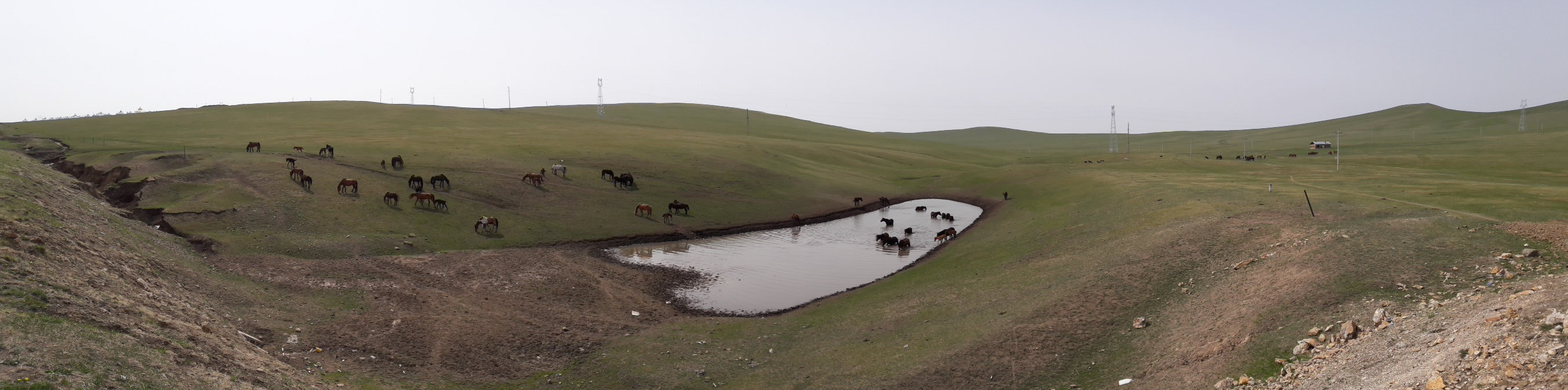
Chevaux semi-sauvages dans la steppe

Hulunbuir occupe une région au nord-est de la Mongolie-Intérieure, entourée au sud par la ligue de Xing'an, à l'est par la préfecture de Daxing'anling dans le Heilongjiang, au nord par la Russie et à l'ouest par la Mongolie. Le territoire de Hulunbuir inclut les hautes steppes des prairies du Hulun Buir, les lacs Hulun et Buir (partiellement en Mongolie), et la chaîne du Grand Khingan.
La préfecture compte 2 549 278 habitants en 2010. Son centre administratif, et sa zone urbaine principale, sont situés dans le district de Hailar. Hulunbuir est une zone linguistiquement diverse : on y parle mandarin (Mandarin standard et Mandarin du Nord-Est), des langues mongoles (khortchin, bouriate dont le dialecte Bargu ou encore le daur) et quelques langues toungouses (notamment Evenki et son sous-groupe des Solons).
Hulunbuir recouvre un territoire de 263 953 km2. La ville-préfecture exerce donc sa juridiction sur une superficie plus vaste que 26 des 33 provinces de Chine, 42 des 50 États des États-Unis, voire les trois-quarts des pays du monde. Les zones urbaines n'en occupent toutefois qu'une toute petite partie, et la densité de population moyenne est faible (moins de 10 habitants/km²). Plusieurs autres subdivisions chinoises de niveau préfectoral sont plus grandes et certaines sont également des villes-préfectures, comme Nagchu (450 537 km2) et Ngari (345 000 km2) dans la région autonome du Tibet.

## Histoire
Originellement, Hulunbuir fait partie de la Mandchourie et la partie est de la région est connue sous le nom de Barga. Entre 1912 et 1949, pendant la période de la République de Chine, Hulunbuir est partagée entre les provinces de Xing'an et de Heilongjiang.
Pendant la guerre sino-japonaise (1937-1945), Hulunbuir fait partie du Mandchoukouo (1932 – 1945), état fantoche créé par les envahisseurs nippons et dissout à la fin de la Seconde Guerre mondiale. Pendant la guerre civile chinoise, le Parti communiste chinois obtient le soutien de chefs de Mongolie-Intérieure comme Ulanhu en leur promettant une expansion du territoire dans des zones à majorité han et mandchou. En 1949, après la création de la république populaire de Chine, Hulunbuir est intégrée à la Mongolie-intérieure, la région conserve des liens économiques avec le reste de la Mandchourie par l’intermédiaire du chemin de fer de l'Est.
Pendant la Révolution culturelle, certaines parties de Mongolie-Intérieure ayant fait partie de la Mandchourie historique sont brièvement restituées à leurs provinces d'origine ; Hulunbuir fait ainsi partie du Heilongjiang entre 1969 et 1979.
Hulunbuir est administrée comme ligue jusqu'au 10 octobre 2001, date à laquelle elle devient une ville-préfecture.

## Subdivisions administratives
La ville-préfecture de Hulunbuir exerce sa juridiction sur treize subdivisions : un district, cinq villes-districts, quatre bannières et trois bannières autonomes. Le district de Jiagedaqi, bien qu'administré par la préfecture de Daxing'anling dans le Heilongjiang, appartient de façon formelle à la bannière autonome d'Oroqin en Mongolie-Intérieure.
| Carte                                                                | Carte                                | Carte                  | Carte                      | Carte             | Carte             | Carte            | Carte              |
| -------------------------------------------------------------------- | ------------------------------------ | ---------------------- | -------------------------- | ----------------- | ----------------- | ---------------- | ------------------ |
| Carte d'Hulunbuir, présentant ses subdivisions numérotées de 1 à 13. |                                      |                        |                            |                   |                   |                  |                    |
| #                                                                    | Nom                                  | Sinogramme             | Pinyin                     | Type              | Population (2010) | Superficie (km²) | Densité (hab./km²) |
| 1                                                                    | Hailar                               | 海拉尔区               | Hǎilā'ěr Qū                | District urbain   | 344 947           | 1 440            | 181                |
| 2                                                                    | Manzhouli                            | 满洲里市               | Mǎnzhōulǐ Shì              | Ville-district    | 249 473           | 696              | 230                |
| 3                                                                    | Zhalantun                            | 扎兰屯市               | Zhālántún Shì              | Ville-district    | 366 326           | 16 800           | 26                 |
| 4                                                                    | Yakeshi                              | 牙克石市               | Yákèshí Shì                | Ville-district    | 352 177           | 27 590           | 14                 |
| 5                                                                    | Genhe                                | 根河市                 | Gēnhé Shì                  | Ville-district    | 110 441           | 19 659           | 9                  |
| 6                                                                    | Ergun                                | 额尔古纳市             | É'ěrgǔnà Shì               | Ville-district    | 76 667            | 28 000           | 3                  |
| 7                                                                    | Bannière d'Arun                      | 阿荣旗                 | Āróng Qí                   | Bannière          | 278 744           | 12 063           | 27                 |
| 8                                                                    | Bannière droite du Nouveau Barag     | 新巴尔虎右旗           | Xīnbā'ěrhǔ Yòu Qí          | Bannière          | 36 356            | 25 102           | 1                  |
| 9                                                                    | Bannière gauche du Nouveau Barag     | 新巴尔虎左旗           | Xīnbā'ěrhǔ Zuǒ Qí          | Bannière          | 40 258            | 22 000           | 2                  |
| 10                                                                   | Bannière du Vieux Barag              | 陈巴尔虎旗             | Chénbā'ěrhǔ Qí             | Bannière          | 58 244            | 21 192           | 3                  |
| 11                                                                   | Bannière autonome d'Oroqin           | 鄂伦春自治旗           | Èlúnchūn Zìzhìqí           | Bannière autonome | 223 752           | 59 800           | 5                  |
| 12                                                                   | Bannière autonome d'Evenk            | 鄂温克族自治旗         | Èwēnkèzú Zìzhìqí           | Bannière autonome | 134 981           | 19 111           | 7                  |
| 13                                                                   | Bannière autonome daur de Morin Dawa | 莫力达瓦达斡尔族自治旗 | Mòlìdáwǎ Dáwò'ěrzú Zìzhìqí | Bannière autonome | 276 912           | 10 500           | 30                 |

## Démographie
En 2000, la répartition ethnique des habitants de Hulunbuir était la suivante :
| Groupe ethnique | Population (2000) | %     |
| --------------- | ----------------- | ----- |
| Han             | 2 199 645         | 81,85 |
| Mongols         | 231 276           | 8,60  |
| Mandchous       | 111 053           | 4,13  |
| Daurs           | 70 287            | 2,62  |
| Huis            | 30 950            | 1,15  |
| Evenks          | 25 418            | 0,95  |
| Coréens         | 8 355             | 0,31  |
| Russes          | 4 741             | 0,18  |
| Oroqens         | 3 144             | 0,12  |
| Xibes           | 956               | 0,04  |
| Autres          | 1 403             | 0,05  |

## Économie

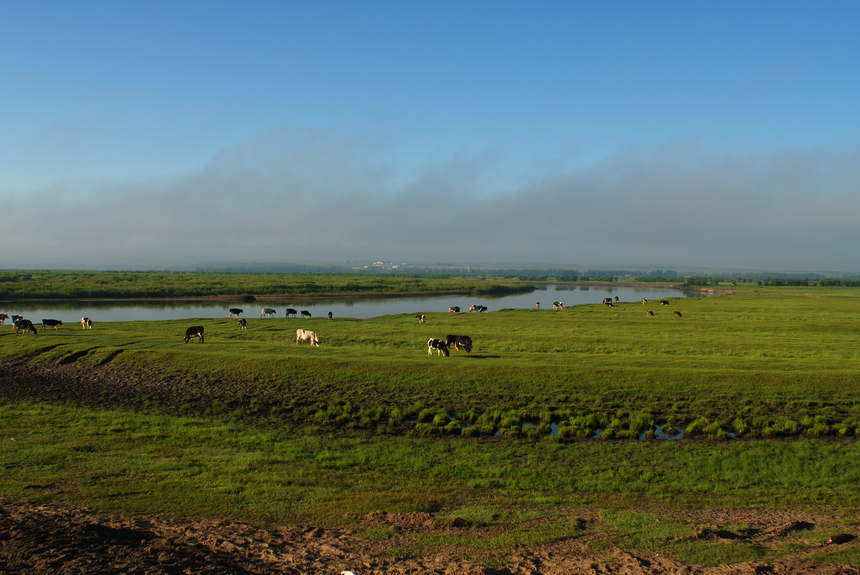
Hulunbuir est un important producteur de lait de vache et de brebis

La ville-préfecture comporte d'importantes steppes, verte plus tôt que dans d'autres régions mongoles en raison de son altitude plus basse. On peut y croiser un plus grand nombre de vaches. La transnationale suisse Nestlé, y a une usine de produits laitiers transformés à Ergun.

## Transports

### Aérien
Il y a deux principaux aéroports :
L'aéroport de Hulunbuir-Hailar (code IATA : HLD • code OACI : ZBLA), situé à l'Est du centre urbain de Hailar.
L'aéroport de Manzhouli-Xijiao (code IATA : NZH • code OACI : ZBMZ), situé sur le territoire de Manzhouli, à l'ouest de Hulunbuir.

### Ferroviaire
La gare de Hailar, possède des liaisons avec Pékin, en passant par différentes villes des provinces du Heilongjiang, Jilin, Liaoning, Hebei et la municipalité de Tianjin.
La gare de Manzhouli est une des principaux postes frontières ferrés reliant la Russie (Sibérie) à la Chine.

## Personnalités
- Buren Bayaer (1960-2018), chanteur, compositeur et journaliste chinois, est mort à Hulunbuir.